# Firbeix
Firbeix est une commune française située dans le département de la Dordogne, en région Nouvelle-Aquitaine.
Elle est intégrée au parc naturel régional Périgord-Limousin.

## Géographie

### Généralités
Commune du parc naturel régional Périgord Limousin située à l'extrémité nord à la limite du Limousin et du Périgord, Firbeix est traversée par la  et est bordée par la Dronne. 
Dans le quart nord-est du département de la Dordogne, la commune de Firbeix est limitrophe de la Haute-Vienne. Elle est bordée au nord par la Dronne. Son affluent et son sous-affluent, la Côle, et le Coly, prennent leur source sur le territoire communal.
Traversé par la route nationale 21, le bourg de Firbeix se situe, en distances orthodromiques, six kilomètres au nord de La Coquille et autant au sud de Châlus.
La commune est également desservie par les RD 66 et 82.
Entre Dournazac au nord et Saint-Pierre-de-Frugie au sud, le territoire communal est traversé sur près de quatre kilomètres par le sentier de grande randonnée GR 654.

### Communes limitrophes
Firbeix est limitrophe de cinq autres communes dont deux dans le département de la Haute-Vienne.
|        | Dournazac (Haute-Vienne) | Bussière-Galant (Haute-Vienne) |
|        | Firbeix                  | Saint-Pierre-de-Frugie         |
| Mialet |                          | La Coquille                    |

### Géologie et relief

#### Géologie
Situé sur la plaque nord du Bassin aquitain et bordé à son extrémité nord-est par une frange du Massif central, le département de la Dordogne présente une grande diversité géologique. Les terrains sont disposés en profondeur en strates régulières, témoins d'une sédimentation sur cette ancienne plate-forme marine. Le département peut ainsi être découpé sur le plan géologique en quatre gradins différenciés selon leur âge géologique. Firbeix est dans le gradin extrême nord-est que constitue le dernier contrefort du Massif central, avec des roches cristallines formées à l'ère primaire, antérieurement au Carbonifère.
Les couches affleurantes sur le territoire communal sont constituées de formations superficielles du Quaternaire datant du Cénozoïque et de roches sédimentaires du Mésozoïque et du Paléozoïque, ainsi que de roches métamorphiques. La formation la plus ancienne, notée ξ1, se compose de micaschistes lamelleux à deux micas, parfois grenats et silicates d'alumine (groupe de la Dronne, Néoprotérozoïque à Cambrien). La formation la plus récente, notée Fy3-z, fait partie des formations superficielles de type alluvions subactuelles à actuelles. Le descriptif de ces couches est détaillé dans  la feuille « no 711 - Châlus » de la carte géologique au 1/50 000 de la France métropolitaine, et sa notice associée.

Carte géologique de Firbeix.

#### Relief et paysages
Le département de la Dordogne se présente comme un vaste plateau incliné du nord-est (491 m, à la forêt de Vieillecour dans le Nontronnais, à Saint-Pierre-de-Frugie) au sud-ouest (2 m à Lamothe-Montravel). L'altitude du territoire communal varie quant à elle entre 290 m et 451 m,.
Dans le cadre de la Convention européenne du paysage entrée en vigueur en France le 1er juillet 2006, renforcée par la loi du 8 août 2016 pour la reconquête de la biodiversité, de la nature et des paysages, un atlas des paysages de la Dordogne a été élaboré sous maîtrise d’ouvrage de l’État et publié en octobre 2020. Les paysages du département s'organisent en huit unités paysagères et 14 sous-unités. La commune est dans l'unité paysagère du « Périgord limousin » qui correspond à la région naturelle du Nontronnais. Ce territoire forme un plateau collinaire aux pentes douces et sommets arasés, d’altitude moyenne autour des 300 m dont le point culminant est également celui de la Dordogne. Ce plateau cristallin est vallonné et dominé par les prairies aux horizons boisés. Il est entaillé de vallées profondes aux versants forestiers,.
La superficie cadastrale de la commune publiée par l'Insee, qui sert de référence dans toutes les statistiques, est de 22,66 km2,,. La superficie géographique, issue de la BD Topo, composante du Référentiel à grande échelle produit par l'IGN, est quant à elle de 23,22 km2.

### Hydrographie

#### Réseau hydrographique
La commune est située dans le bassin de la Dordogne au sein du Bassin Adour-Garonne. Elle est drainée par la Dronne, la Côle, le Coly, et par divers petits cours d'eau, qui constituent un réseau hydrographique de 23 km de longueur totale,.
La Dronne, d'une longueur totale de 200,56 km, prend sa source dans la Haute-Vienne dans la commune de Bussière-Galant et se jette en rive droite de l'Isle — dont elle est le principal affluent — à Coutras en Gironde, au lieu-dit la Fourchée, face à la commune de Sablons,. Elle borde la commune au nord sur dix kilomètres en deux tronçons séparés, face à Bussière-Galant et Dournazac.
La Côle, d'une longueur totale de 51,53 km, prend sa source à deux kilomètres au sud-sud-ouest du bourg, près du lieu-dit le Châtenet, et se jette dans la Dronne en rive gauche, en limite de Brantôme en Périgord et de Condat-sur-Trincou. Elle sert de limite au sud sur 700 mètres, face à La Coquille.
Le Coly, d'une longueur totale de 12,16 km, prend sa source à près de deux kilomètres au sud-ouest du bourg, près du lieu-dit Goursollas, et se jette dans la Côle en rive droite à Mialet.

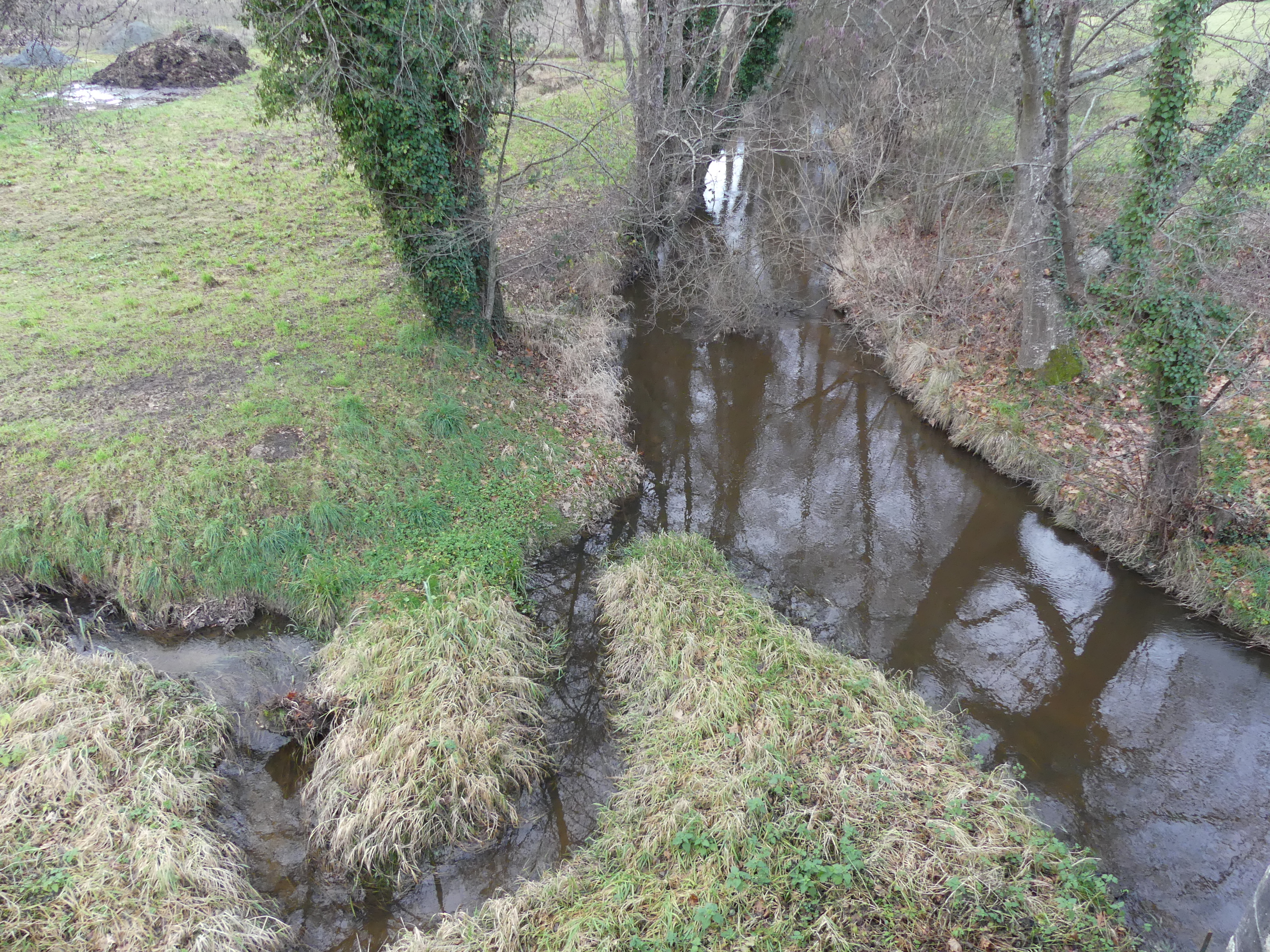
La Dronne au pont de la route nationale 21, en limite de Firbeix (à gauche) et Bussière-Galant (Haute-Vienne).
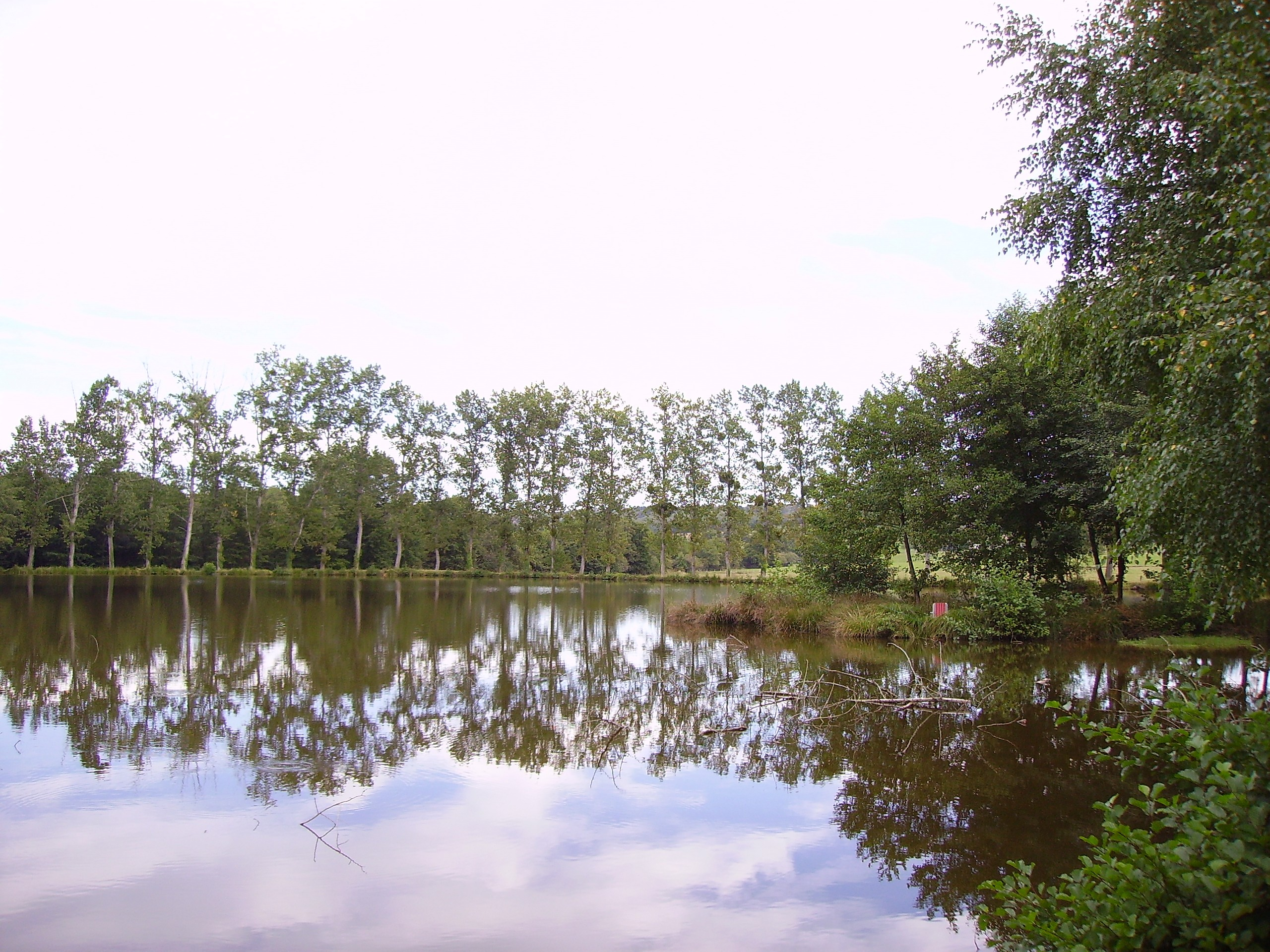
L'étang de Firbeix alimenté par la Dronne.
Réseaux hydrographique et routier de Firbeix.

#### Gestion et qualité des eaux
Le territoire communal est couvert par le schéma d'aménagement et de gestion des eaux (SAGE) « Isle - Dronne ». Ce document de planification, dont le territoire regroupe les bassins versants de l'Isle et de la Dronne, d'une superficie de 7 500 km2, a été approuvé le 2 août 2021. La structure porteuse de l'élaboration et de la mise en œuvre est l'établissement public territorial de bassin de la Dordogne (EPIDOR). Il définit sur son territoire les objectifs généraux d’utilisation, de mise en valeur et de protection quantitative et qualitative des ressources en eau superficielle et souterraine, en respect des objectifs de qualité définis dans le troisième SDAGE  du Bassin Adour-Garonne qui couvre la période 2022-2027, approuvé le 10 mars 2022.
La qualité des eaux de baignade et des cours d’eau peut être consultée sur un site dédié géré par les agences de l’eau et l’Agence française pour la biodiversité.

### Climat
Pour des articles plus généraux, voir Climat de la Nouvelle-Aquitaine et Climat de la Dordogne.
Historiquement, la commune est exposée à un climat océanique limousin.  
En 2020, Météo-France publie une typologie des climats de la France métropolitaine dans laquelle la commune est exposée à un climat océanique altéré et est dans la région climatique  Ouest et nord-ouest du Massif Central, caractérisée par une pluviométrie annuelle de 900 à 1 500 mm, maximale en automne et en hiver.
Pour la période 1971-2000, la température annuelle moyenne est de 11,2 °C, avec  une amplitude thermique annuelle de 14,8 °C. Le cumul annuel moyen de précipitations est de 1 163 mm, avec 13,2 jours de précipitations en janvier et 8 jours en juillet. Pour la période 1991-2020, la température moyenne annuelle observée sur la station météorologique la plus proche, située sur la commune de La Coquille à 6 km à vol d'oiseau, est de 12,1 °C et le cumul annuel moyen de précipitations est de 1 178,8 mm,. Pour l'avenir, les paramètres climatiques de la commune estimés pour 2050 selon différents scénarios d’émission de gaz à effet de serre sont consultables sur un site dédié publié par Météo-France en novembre 2022.

## Urbanisme

### Typologie
Au 1er janvier 2024, Firbeix est catégorisée commune rurale à habitat très dispersé, selon la nouvelle grille communale de densité à 7 niveaux définie par l'Insee en 2022.
Elle est située hors unité urbaine et hors attraction des villes,.

### Occupation des sols
L'occupation des sols de la commune, telle qu'elle ressort de la base de données européenne d’occupation biophysique des sols Corine Land Cover (CLC), est marquée par l'importance des territoires agricoles (60,6 % en 2018), une proportion sensiblement équivalente à celle de 1990 (61,4 %). La répartition détaillée en 2018 est la suivante : 
prairies (39,2 %), forêts (35,5 %), zones agricoles hétérogènes (16,4 %), terres arables (4,9 %), milieux à végétation arbustive et/ou herbacée (3,9 %). L'évolution de l’occupation des sols de la commune et de ses infrastructures peut être observée sur les différentes représentations cartographiques du territoire : la carte de Cassini (XVIIIe siècle), la carte d'état-major (1820-1866) et les cartes ou photos aériennes de l'IGN pour la période actuelle (1950 à aujourd'hui).

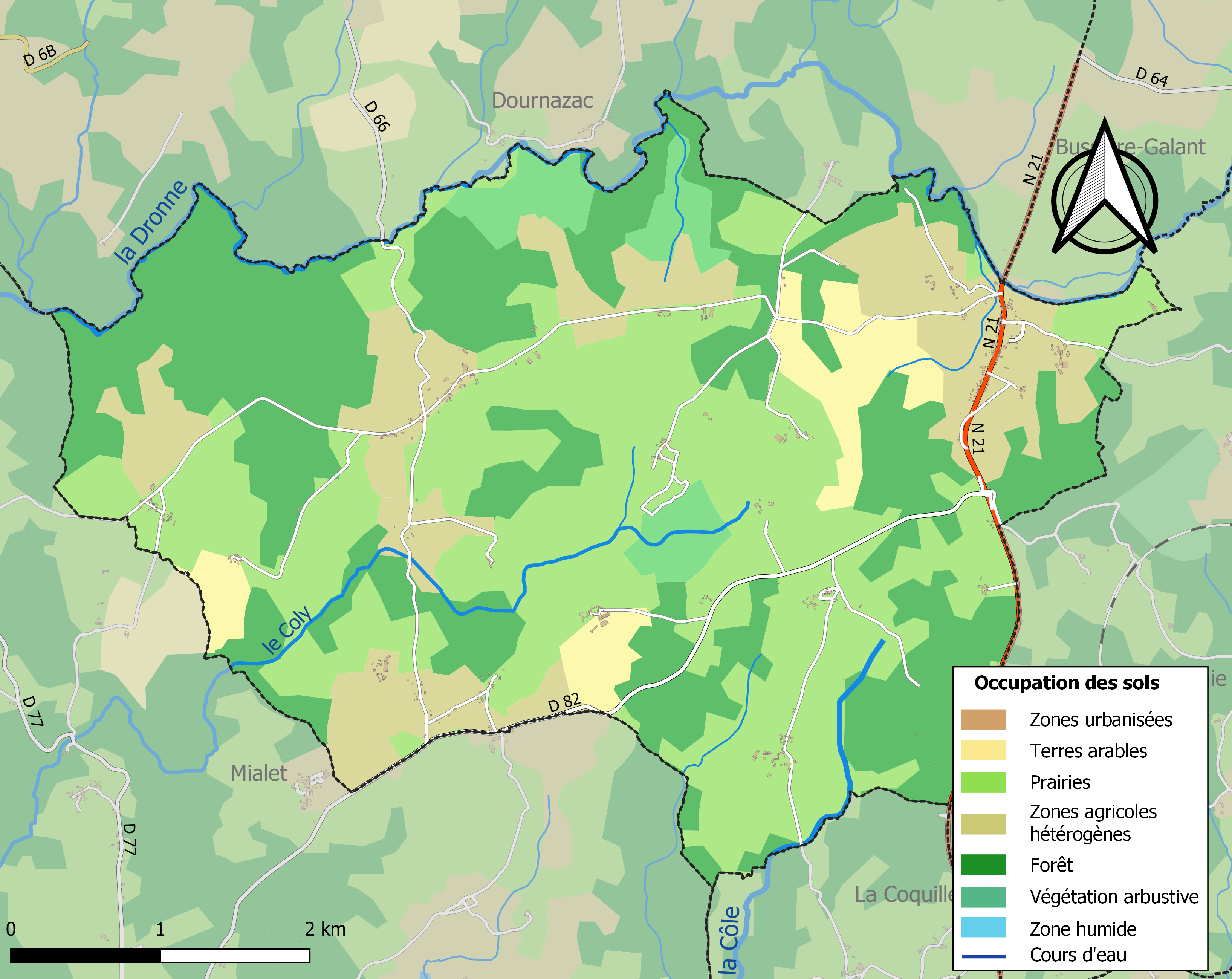
Carte des infrastructures et de l'occupation des sols de la commune en 2018 (CLC).

### Prévention des risques
Le territoire de la commune de Firbeix est vulnérable à différents aléas naturels : météorologiques (tempête, orage, neige, grand froid, canicule ou sécheresse), inondations, feux de forêts, mouvements de terrains et séisme (sismicité faible). Il est également exposé à un risque technologique, le transport de matières dangereuses, et à un risque particulier : le risque de radon. Un site publié par le BRGM permet d'évaluer simplement et rapidement les risques d'un bien localisé soit par son adresse soit par le numéro de sa parcelle.

#### Risques naturels
Certaines parties du territoire communal sont susceptibles d’être affectées par le risque d’inondation par débordement de cours d'eau, notamment la Côle, la Dronne et le Coly. La commune a été reconnue en état de catastrophe naturelle au titre des dommages causés par les inondations et coulées de boue survenues en 1982, 1988 et 1999,.
Firbeix est exposée au risque de feu de forêt. L’arrêté préfectoral du 14 mars 2013 fixe les conditions de pratique des incinérations et de brûlage dans un objectif de réduire le risque de départs d’incendie. À ce titre, des périodes sont déterminées : interdiction totale du 15 février au 15 mai et du 15 juin au 15 octobre, utilisation réglementée du 16 mai au 14 juin et du 16 octobre au 14 février. En septembre 2020, un plan inter-départemental de protection des forêts contre les incendies (PidPFCI) a été adopté pour la période 2019-2029,.

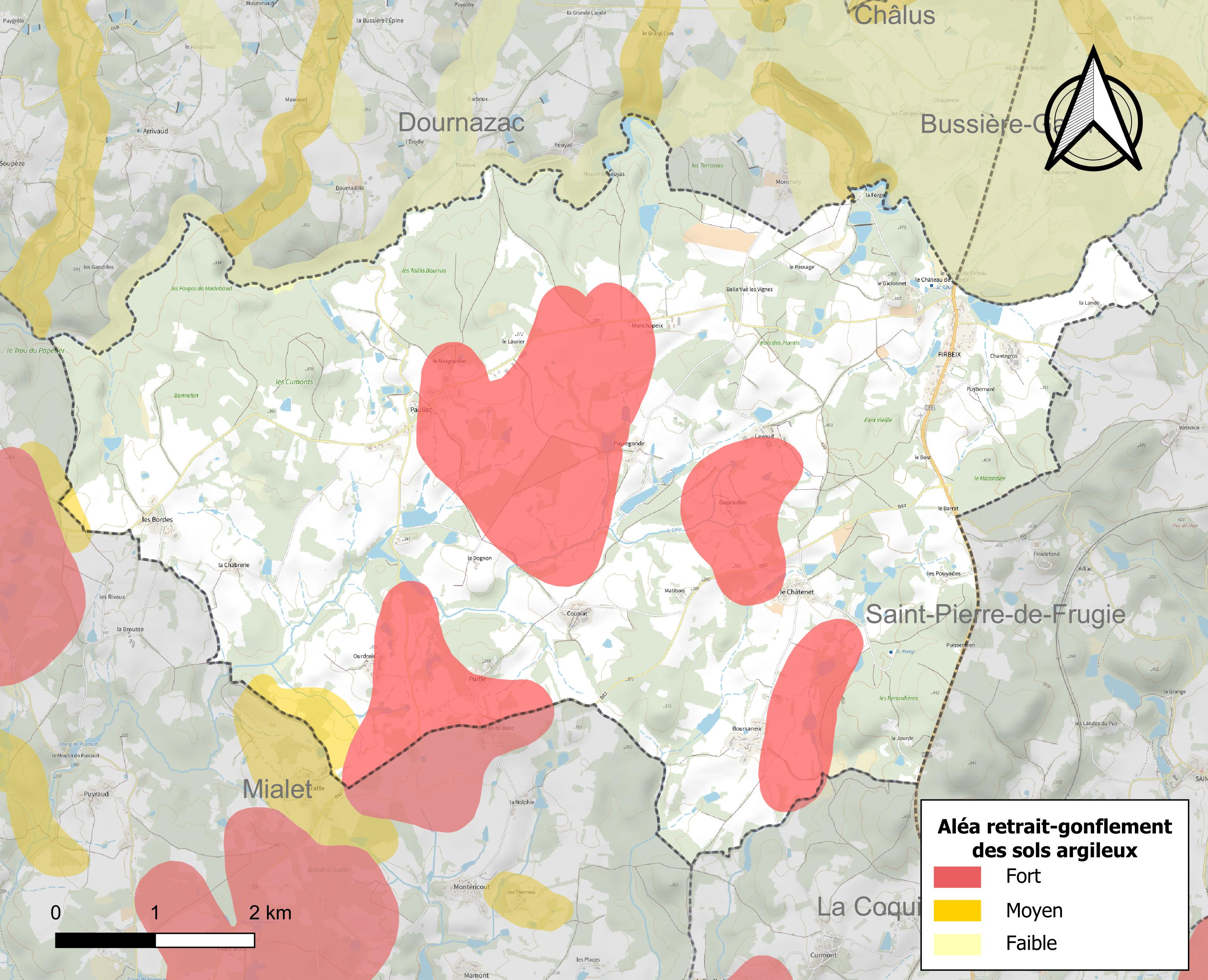
Carte des zones d'aléa retrait-gonflement des sols argileux de Firbeix.

Les mouvements de terrains susceptibles de se produire sur la commune sont des tassements différentiels. Le retrait-gonflement des sols argileux est susceptible d'engendrer des dommages importants aux bâtiments en cas d’alternance de périodes de sécheresse et de pluie. 20,4 % de la superficie communale est en aléa moyen ou fort (58,6 % au niveau départemental et 48,5 % au niveau national métropolitain). Depuis le 1er octobre 2020, en application de la loi ÉLAN, différentes contraintes s'imposent aux vendeurs, maîtres d'ouvrages ou constructeurs de biens situés dans une zone classée en aléa moyen ou fort,.
La commune a été reconnue en état de catastrophe naturelle au titre des dommages causés par des mouvements de terrain en 1999.

#### Risque particulier
Dans plusieurs parties du territoire national, le radon, accumulé dans certains logements ou autres locaux, peut constituer une source significative d’exposition de la population aux rayonnements ionisants. Selon la classification de 2018, la commune de Firbeix est classée en zone 3, à savoir zone à potentiel radon significatif.

## Toponymie

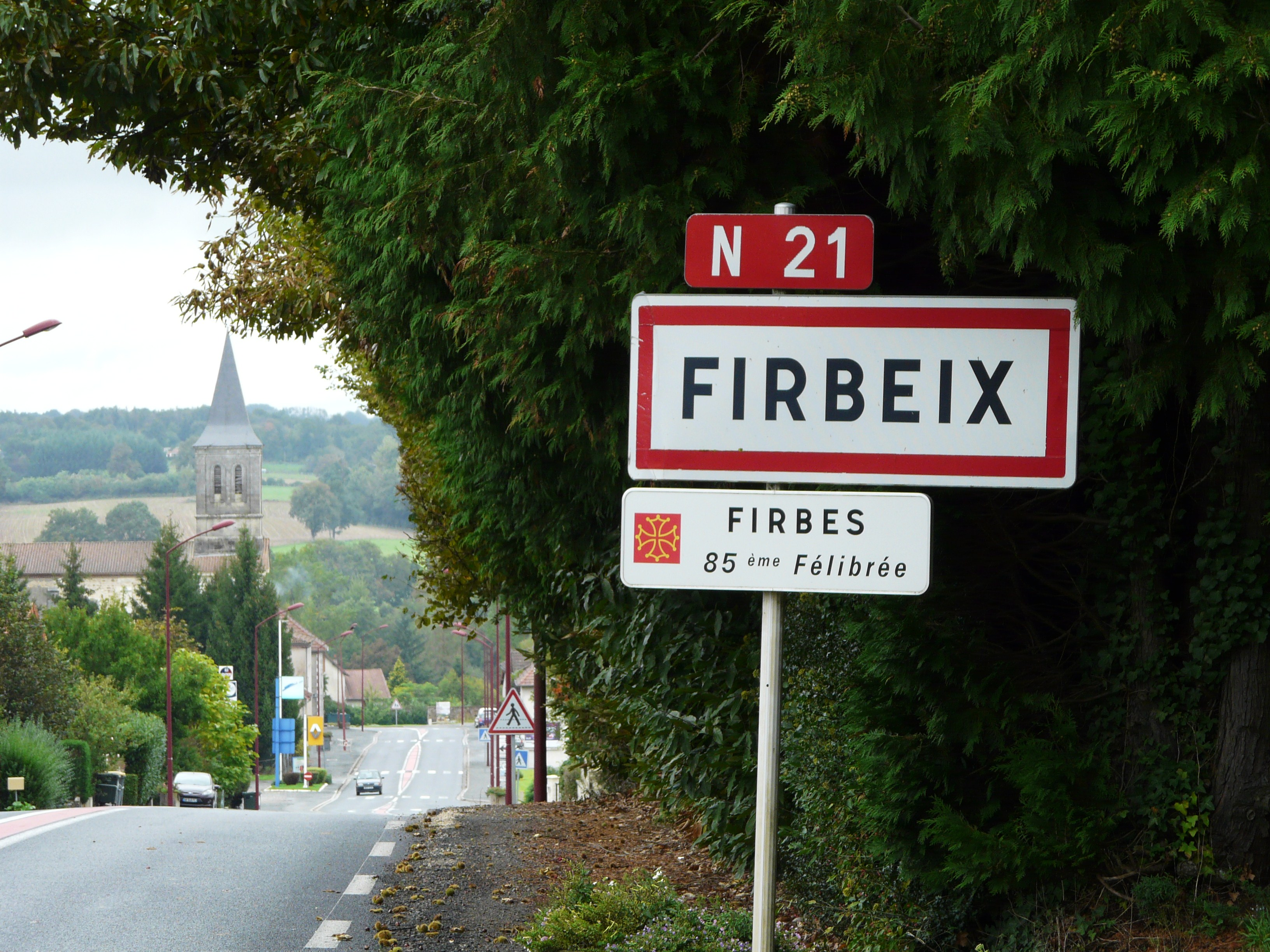
Panneau d'entrée à Firbeix en français et en occitan.

L'étymologie du lieu est incertaine. S'il est avéré que Firbeix correspond bien à l'étape Fines relevée sur la Table de Peutinger, sur la route gallo-romaine qui reliait Limoges à Périgueux, son nom, tiré du latin finis, signifierait alors « limite, frontière » des Pétrocores et des Lémoviques. Aujourd'hui encore, Firbeix se trouve à la limite des départements de la Dordogne et de la Haute-Vienne.
En occitan, la commune porte le nom de Firbes.
Sur la planète Mars, en février 2021, l'une des cibles d'analyses poussées effectuées sur un affleurement rocheux par l'astromobile Curiosity de la NASA, est baptisée d'après la commune.

## Histoire
Quelques traces de l'occupation gallo-romaine. Firbeix aurait été identifiée comme étant la station Fines de la Table de Peutinger. L'étymologie du nom et la position géographique du village, sur la limite du Périgord, corroborent fortement cette thèse.
La première mention écrite connue du nom du lieu remonte au XIIIe siècle sous la forme Firbes.
En 1461, Berdun Arlot, seigneur du repaire noble de Frugie est enterré dans l'église de Firbeix. La pierre tombale a disparu à la fin du XIXe siècle.
En 1745, la première carte, au 1/8628e, de Firbeix est établie afin de figurer dans l'atlas de Trudaine pour la généralité de Limoges, avec la portion de route un peu au-delà de Châlus, allant un peu au-delà de Firbeix, traversant le bois de Piolet et atteignant la généralité du Périgord, et avec le plan élévation du « pont de Firbeix sur la Droune riviere, commencé en 1745 ».

## Politique et administration

### Intercommunalité
Au 1er janvier 2013, la commune de Firbeix rejoint la communauté de communes du Pays de Jumilhac-le-Grand. Celle-ci est renommée le 1er janvier 2017 en communauté de communes des Marches du Périg'Or Limousin Thiviers-Jumilhac  puis en octobre 2017 en communauté de communes Périgord-Limousin.

### Administration municipale
La population de la commune étant comprise entre 100 et 499 habitants au recensement de 2017, onze conseillers municipaux ont été élus en 2020,.

### Liste des maires
| Période                                  | Période    | Identité          | Étiquette | Qualité     |
| ---------------------------------------- | ---------- | ----------------- | --------- | ----------- |
| Les données manquantes sont à compléter. |            |                   |           |             |
|                                          |            |                   |           |             |
| 1944                                     | 1947       | Paul Roblin       |           | Agriculteur |
|                                          |            |                   |           |             |
| avant 1981                               | ?          | Adrien Barruche   | PCF       |             |
|                                          |            |                   |           |             |
| ?                                        | juin 1995  | Gilbert Deffes    | PCF       |             |
| juin 1995                                | avril 2014 | Christian Gorre   | PCF       | Cadre d'EDF |
| avril 2014 (réélu en mai 2020)           | En cours   | Philippe François |           |             |

### Jumelages
Huit des neuf communes de l'ancienne communauté de communes du Pays de Jumilhac-le-Grand, dont Firbeix, sont jumelées avec la municipalité allemande de Romrod depuis 2012, La Coquille l'étant depuis 1990.

## Équipements et services publics

### Enseignement
En 2024, au niveau de l'enseignement primaire public, Firbeix est organisée en regroupement pédagogique intercommunal (RPI) avec les communes de Chalais, Mialet et Saint-Jory-de-Chalais.

### Justice
Dans le domaine judiciaire, Firbeix relève : 
- du tribunal judiciaire, du tribunal pour enfants, du conseil de prud'hommes et du tribunal de commerce de Périgueux ;
- du pôle Nationalité du tribunal judiciaire de Périgueux (compétent uniquement dans le domaine de la nationalité) ;
- de la cour d'appel, du tribunal administratif et de la  cour administrative d'appel de Bordeaux.

## Population et société

### Démographie
L'évolution du nombre d'habitants est connue à travers les recensements de la population effectués dans la commune depuis 1793. Pour les communes de moins de 10 000 habitants, une enquête de recensement portant sur toute la population est réalisée tous les cinq ans, les populations de référence des années intermédiaires étant quant à elles estimées par interpolation ou extrapolation. Pour la commune, le premier recensement exhaustif entrant dans le cadre du nouveau dispositif a été réalisé en 2006.

En 2022, la commune comptait 298 habitants, en évolution de −2,61 % par rapport à 2016 (Dordogne : +0,37 %, France hors Mayotte : +2,11 %).
| 1793 | 1800 | 1806 | 1821 | 1831 | 1836 | 1841 | 1846 | 1851 |
| ---- | ---- | ---- | ---- | ---- | ---- | ---- | ---- | ---- |
| 754  | 701  | 704  | 841  | 932  | 908  | 876  | 925  | 928  |

| 1856 | 1861 | 1866 | 1872 | 1876 | 1881 | 1886 | 1891 | 1896  |
| ---- | ---- | ---- | ---- | ---- | ---- | ---- | ---- | ----- |
| 957  | 874  | 937  | 863  | 815  | 886  | 973  | 990  | 1 011 |

| 1901 | 1906 | 1911  | 1921 | 1926 | 1931 | 1936 | 1946 | 1954 |
| ---- | ---- | ----- | ---- | ---- | ---- | ---- | ---- | ---- |
| 920  | 945  | 1 014 | 922  | 811  | 790  | 773  | 699  | 601  |

| 1962 | 1968 | 1975 | 1982 | 1990 | 1999 | 2006 | 2011 | 2016 |
| ---- | ---- | ---- | ---- | ---- | ---- | ---- | ---- | ---- |
| 553  | 510  | 448  | 401  | 364  | 326  | 328  | 290  | 306  |

| 2021 | 2022 | - | - | - | - | - | - | - |
| ---- | ---- | - | - | - | - | - | - | - |
| 305  | 298  | - | - | - | - | - | - | - |

## Économie

### Emploi
En 2015, parmi la population communale comprise entre 15 et 64 ans, les actifs représentent 107 personnes, soit 35,8 % de la population municipale. Le nombre de chômeurs (dix-sept) a plus que doublté par rapport à 2010 (neuf) et le taux de chômage de cette population active s'établit à 15,6 %.

### Établissements
Au 31 décembre 2015, la commune compte trente-sept établissements, dont quatorze dans l'agriculture, la sylviculture ou la pêche, douze au niveau des commerces, transports ou services, cinq dans l'industrie, trois dans la construction, et trois relatifs au secteur administratif, à l'enseignement, à la santé ou à l'action sociale.
En janvier 2017, une ferme aquacole est inaugurée à Firbeix en vue de la reproduction et de la réintroduction de moules perlières d'eau douce dans le bassin de la haute Dronne. Dans le cadre du programme européen LIFE, de 2014 à 2020, plus de 300 000 jeunes moules ont ainsi pu être relâchées dans la rivière.

## Culture locale et patrimoine

### Lieux et monuments
- Château de Firbeix, XVIIIe siècle.
- Manoir de Coupiat, XVIIe siècle.
- Manoir de Goursolas, XVIIe et XVIIIe siècles.

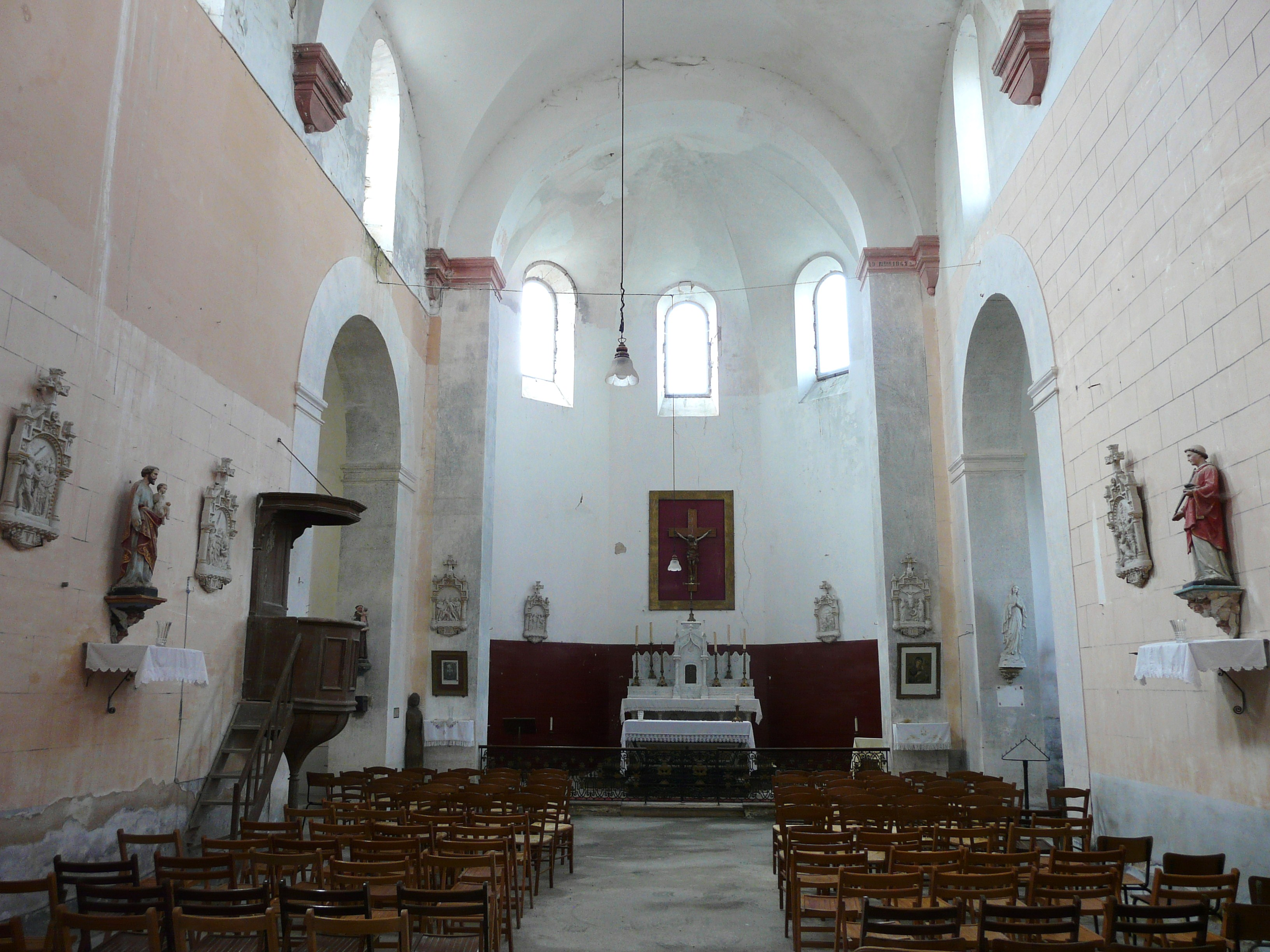
La nef de l'église Saint-Étienne.

- Église Saint-Étienne du XIXe siècle.

### Personnalités liées à la commune
- Pierre Basile, XIIe siècle. Selon les chroniqueurs Roger de Wendover et Bernard Ithier, Pierre Basile, possessionné aux Pouyades, est le chevalier limousin qui blessa mortellement Richard Cœur de Lion lors au siège du château de Châlus Chabrol, le 26 mars 1199.
- Maurice Oudot de Dainville (1886-1960), né à Firbeix, historien, directeur des Archives départementales de l'Hérault.
- Édouard Valéry (1924-2010), résistant, a vécu à Firbeix dans une métairie à Monchapeix[68].

## Pour approfondir